# Інспектор Ґаджет (фільм)
«Інспектор Ґаджет» (англ. Inspector Gadget) — американська комедія про супергероїв 1999 року, знята Девідом Келлоґґом за сценарієм Керрі Ерін і Зака Пенна з розповіді Ерін та Дани Олсен. У фільмі, заснованому на однойменному мультсеріалі 1980-х років, знімалися Меттью Бродерік у ролі головного героя, Руперт Еверетт у ролі доктора Кігтя, Мішель Трахтенберг у ролі Пенні та Дебні Коулмен у ролі Шефа Куїмбі.

## Українське озвучення

### LeDoyen
Озвучено та зміксовано студією «LeDoyen» на замовлення компанії «Disney Character Voices International».
- Переклад Олесі Запісочної
- Режисер озвучення — Максим Кондратюк
- Звукорежисерка і звукорежисерка перезапису — Альона Шиманович

Ролі озвучували: Євген Локтіонов, Владислав Пупков, Володимир Кокотунов, Дмитро Вікулов, Антоніна Хижняк, Дарина Муращенко.

### Багатоголосе закадрове озвучення ТКНовий канал(2006)
Ролі озвучували: Олег Лепенець та Людмила Ардельян.